# Liste der Kulturdenkmäler in Sonnschied
In der Liste der Kulturdenkmäler in Sonnschied sind alle Kulturdenkmäler der rheinland-pfälzischen Ortsgemeinde Sonnschied aufgeführt. Grundlage ist die Denkmalliste des Landes Rheinland-Pfalz (Stand: 12. Juni 2023).

## Einzeldenkmäler
| Bezeichnung         | Lage                | Baujahr | Beschreibung                                                                          | Bild            |
| ------------------- | ------------------- | ------- | ------------------------------------------------------------------------------------- | --------------- |
| Quereinhaus         | Hauptstraße 8 Lage  | 1868    | Quereinhaus, teilweise Fachwerk, bezeichnet 1868, im Kern wohl älter; ortsbildprägend | BW              |
| Evangelische Kirche | Hauptstraße 9 Lage  | 1728    | kleiner Saalbau mit Dachreiter, 1728; mit Ausstattung                                 | Fotos hochladen |
| Wohnhaus            | Hauptstraße 12 Lage | 1909    | sandsteingegliederter Backsteinbau, bezeichnet 1909                                   | Fotos hochladen |